# Botháza
Botháza (románul Boteni) település Romániában, Kolozs megyében.

## Fekvése
Kolozsvártól 43 km-re keletre, Mócs, Magyarszovát, Tótháza és Zorenii de Vale közt fekvő település.

## Története
1334-ben említi először a pápai tizedjegyzék. Lakossága ekkor római-katolikus volt, a reformáció idején viszont felvették a református vallást. A 17. századi háborús pusztításokat Botháza is megsínylette, a század közepén a megfogyatkozott magyar lakosság pótlására román jobbágyokat telepítettek be.
A trianoni békeszerződésig Kolozs vármegye Mocsi járásához tartozott.

## Lakossága
1910-ben 497 lakosa volt, ebből 386 román, 102 magyar és 9 egyéb nemzetiségűnek vallotta magát.
2002-ben 237 lakosából 206 román, 30 magyar és 1 cigány volt.

## Látnivaló
- Református temploma a 13. században épült, a 15. században gótikus átalakításon ment keresztül, majd a későbbiekben reneszánsz elemeket is kapott.